# Als je komt
Als je komt is een single van Herman van Veen.
Als je komt, niet over een liefde, maar de dood, werd geschreven door Heiner Lürig en Heinz Rudolf Kunze, die eerder meeschreven aan Blauwe plekken. Grand Hotel Deutschland is een Nederlands/Duits/Engels lied van Herman van Veen. Hij verwijst in zijn lied naar While My Guitar Gently Weeps.
Als je komt werd geen hit in Nederland en België.